# Hideo Nishimura
Hideo Nishimura (1949) è un astronomo amatoriale giapponese.
Si è occupato in particolare di ricerca di comete anche se i migliori risultati li ha ottenuti nella scoperta di nove.  Collabora con la Variable Star Observers League in Japan con il codice Nmh .

## Scoperte
Ha scoperto o coscoperto tre comete e ventitre nove. In ordine cronologico di scoperta:
| Tipo di oggetto | Denominazione                         | Data della scoperta | Coscopritori                                      | Fonti                          |
| --------------- | ------------------------------------- | ------------------- | ------------------------------------------------- | ------------------------------ |
| cometa          | C/1994 N1 Nakamura-Nishimura-Machholz | 5 luglio 1994       | Masamitsu Nakamura, Donald Edward Machholz        | [ 3 ]                          |
| nova            | V0475 Sct                             | 28 agosto 2003      | -                                                 | [ 4 ]                          |
| nova            | V5114 Sgr                             | 15 marzo 2004       | William Liller, Yuji Nakamura                     | [ 5 ]                          |
| nova            | V2361 Cyg                             | 10 febbraio 2005    | -                                                 | [ 6 ]                          |
| nova            | V5115 Sgr                             | 28 marzo 2005       | Yukio Sakurai                                     | [ 7 ]                          |
| nova            | V1188 Sco                             | 25 luglio 2005      | Grzegorz Pojmanski                                | [ 8 ]                          |
| nova            | V2362 Cyg                             | 2 aprile 2006       | -                                                 | [ 9 ]                          |
| nova            | V1281 Sco                             | 19 febbraio 2007    | Yuji Nakamura                                     | [ 10 ]                         |
| nova            | V2615 Oph                             | 19 marzo 2007       | -                                                 | [ 11 ]                         |
| nova            | V2670 Oph                             | 25 maggio 2008      | Katsumi Haseda, Koichi Nishiyama, Fujio Kabashima | [ 12 ]                         |
| nova            | V496 Sct                              | 8 novembre 2009     | -                                                 | [ 13 ]                         |
| nova            | V2673 Oph                             | 15 gennaio 2010     | -                                                 | [ 14 ]                         |
| nova            | V2674 Oph                             | 18 febbraio 2010    | -                                                 | [ 15 ]                         |
| nova            | V5587 Sgr                             | 25 gennaio 2011     | -                                                 | [ 16 ]                         |
| nova            | V2676 Oph                             | 25 marzo 2012       | -                                                 | [ 17 ]                         |
| nova            | V5667 Sgr                             | 12 febbraio 2015    | Koichi Nishiyama, Fujio Kabashima                 | CBET n. 4079 del 20 marzo 2015 |
| nova            | V1655 Sco                             | 10 giugno 2016      | -                                                 | [ 19 ]                         |
| nova            | V1657 Sco                             | 1 febbraio 2017     | -                                                 | [ 20 ]                         |
| nova            | V1661 Sco                             | 17 gennaio 2018     | -                                                 | [ 21 ]                         |
| nova            | V1662 Sco                             | 6 febbraio 2018     | -                                                 | [ 22 ]                         |
| nova            | V5857 Sgr                             | 8 aprile 2018       | Tadashi Kojima                                    | [ 23 ]                         |
| nova            | V1707 Sco                             | 15 settembre 2019   | Kōichi Itagaki, Minoru Yamamoto, Tadashi Kojima   | [ 24 ]                         |
| nova            | V670 Ser                              | 22 febbraio 2020    | -                                                 | [ 25 ]                         |
| cometa          | C/2021 O1 Nishimura                   | 21 luglio 2021      | -                                                 | [ 26 ]                         |
| nova            | V6596 Sgr                             | 19 febbraio 2023    | Yukio Sakurai, Andrew Pearce                      | [ 27 ]                         |
| cometa          | C/2023 P1 Nishimura                   | 11 agosto 2023      | -                                                 | [ 28 ]                         |

Ha scoperto anche diciassette stelle variabili di altro tipo:
| Data della scoperta | Tipo di variabile                         | Costellazione | Coscopritori | Fonti         |
| ------------------- | ----------------------------------------- | ------------- | ------------ | ------------- |
| 29 dicembre 2010    | variabile U Geminorum                     | Pesci         | -            | [ 29 ]        |
| 5 settembre 2011    | variabile SU Ursae Majoris                | Dragone       | -            | [ 30 ]        |
| 5 marzo 2014        | variabile SU Ursae Majoris                | Orione        | -            | [ 31 ]        |
| 22 maggio 2014      | variabile SU Ursae Majoris                | Ofiuco        | -            | [ 32 ]        |
| 20 dicembre 2014    | IBWD (coppia di nane bianche interagenti) | Serpente      | -            | [ 33 ]        |
| 15 gennaio 2015     | variabile U Geminorum                     | Ercole        | -            | [ 34 ]        |
| 27 febbraio 2015    | variabile SU Ursae Majoris                | Sagittario    | -            | [ 35 ]        |
| 20 gennaio 2017     | variabile U Geminorum                     | Aquila        | -            | [ 36 ]        |
| 13 aprile 2017      | variabile SU Ursae Majoris                | Volpetta      | -            | [ 37 ]        |
| 11 novembre 2017    | variabile WZ Sagittae                     | Sagittario    | -            | [ 38 ] [ 39 ] |
| 18 gennaio 2019     | V0386 Ser (variabile WZ Sagittae)         | Serpente      | -            | [ 40 ] [ 41 ] |
| 8 aprile 2019       | variabile WZ Sagittae                     | Serpente      | -            | [ 42 ]        |
| 12 luglio 2019      | variabile WZ Sagittae                     | Cigno         | -            | [ 43 ]        |
| 26 febbraio 2020    | variabile U Geminorum                     | Bilancia      | -            | [ 44 ]        |
| 16 giugno 2020      | variabile WZ Sagittae                     | Andromeda     | -            | [ 45 ]        |
| 19 marzo 2022       | variabile WZ Sagittae                     | Camelopardo   | -            | [ 46 ]        |
| 10 gennaio 2023     | variabile WZ Sagittae                     | Cassiopea     | -            | [ 47 ]        |

## Riconoscimenti
Gli è stato dedicato un asteroide, 4948 Hideonishimura.
Gli è stato assegnato il premio Edgar Wilson per il 2022 e 2024 .